# Cillorigo de Liébana
Cillorigo de Liébana è un comune spagnolo di 1.290 abitanti situato nella comunità autonoma della Cantabria, comarca di Liébana. È un comune montano formato da 18 piccoli nuclei abitati, il cui capoluogo, Tama, è distante 114 km da Santander.
Vi si trova il Centro de Visitantes del Parque Nacional de los Picos de Europa.
La sua economia, tradizionalmente basata sull'agricoltura e sull'allevamento del bestiame, oggi dipende soprattutto dal turismo.
La statistica di ripartizione della popolazione attiva a seconda del settore d'impiego registra infatti il 26,2% per il settore primario a fronte del 42,8% del settore terziario dei servizi, del 18,2% delle costruzioni e il 7,8 % dell'industria, qui rappresentata da tre piccole aziende industriali e ad alcuni caseifici. Il tasso di occupazione sul totale degli abitanti è del 50,7% mentre quello medio della Cantabria è del 52,5% e il tasso di disoccupazione è del 10,7 %. Come diversi altri piccoli comuni montani della Cantabria, anche Cillorigo nella seconda metà del secolo scorso ha subito un declino demografico che ha ridotto notevolmente il numero dei suoi abitanti sceso del 23,6% dal 1981 al 2001 
Anche se ultimamente è salito l'indice di natalità, la popolazione è prevalentemente adulta o vecchia e l'età media è di 45,9 anni.

## Centri abitati
Il comune è formato da 18 centri abitati: Armaño, Bejes, Cabañes, Castro-Cillorigo, Colio, Lebeña, Pendes, Viñón, Cobeña, Esanos, Pumareña, Salarzón, San Pedro, Trillayo, Aliezo, Llayo, Ojedo e il capoluogo Tama.

## Storia
I diversi siti preistorici attestano che la presenza umana nella zona risale al paleolitico. Dell'epoca romana e visigota non si hanno documentazioni scritte né testimonianze documentali e le prime citazioni dei borghi che attualmente costituiscono il comune risalgono ai secoli IX e X. Di certo si sa che queste terre furono dipendenti dal monastero di San Turibio e che quando questo entrò in decadenza si generalizzò il predominio di alcune famiglie nobili come gli Orejòn
e i Garcia Duque, ma chi ebbe la signoria e maggior potere fu il conte Tello di Castiglia, figlio di Alfonso XI. Ereditò la signoria il figlio di don Tello Íñigo López de Mendoza che passò poi ai suoi discendenti.
La famiglia Mendoza esercitò questa signoria fino al 1922 quando fu soppresso il regime feudale e si formò il comune costituzionale chiamato dapprima Cillorigo, poi nel 1835 Castro-Cillorigo e finalmente nel 1991 prese il nome attuale Cillorigo de Liébana.
La creazione del parco dei Picos de Europa e il diffondersi del turismo hanno risollevato le sorti del comune che nella prima metà del secolo scorso sembrava destinato ad una lenta estinzione a causa del progressivo abbandono da parte della popolazione giovanile dell'attività agropastorale. Cillorigo è inoltre uno dei comuni dell'area della gola della Hermida.

## Monumenti e luoghi d'interesse
- Cueva de Fuentepara, grotta naturale nei pressi della località di Cabañez con resti dell'ultimo paleolitico e della prima età del bronzo.
- Iglesia de santa Maria de Lebeña, chiesa che tradizionalmente si dice sia stata fatta costruire nel 925 dai conti di Liebana per conservare i resti di San Turibio. Fu modificata nel XVIII secolo e restaurata nel 1819.

Altre chiese di interesse architettonico sono:
- San Juan, ad Armano dei secoli XVII-XVIII.
- San Juan Bautista, del 1619 a Salarzón.
- Iglesia Parroquial de Cabañes, dei secoli XV-XVI.
- Iglesia Parroquial de Viñon, dei secoli XV-XVI.
- Iglesia Parroquial de Colio, del XIII secolo.
- Ermita de San Roque, ad Alliezo dei secoli XVI-XVII.
- Ermita de Santa Eulalia, a Pumareña dei secoli XIII-XIV.
- Ermita de N.tra S.ra de Los Angeles, dei secoli XV-XVI ad Esanos.
- Ermita de San Pedro de Toia, a San Pedro del secolo XVI.
- Capilla de los señores de Otéro, a Tama del 1882.
- Casa de los Caballos, a San Pedro del XX secolo.
- Casa de Otero, a Tama del XX secolo.
- Casa de Monasterio, a Colio del XVIII secolo.
- Palacio de los Gomez de la Cortina a Salarzon del 1925.

## Feste
Ognuna delle 18 località che compongono il comune ha la sua festa dedicata al santo patrono celebrato secondo l'usanza spagnola in due tempi: le cerimonie religiose e poi le manifestazioni ludiche con musica, canti, danze, giochi, gare sportive, concorsi ed altre manifestazioni laiche. Fra queste feste se ne distinguono due: una dedicata a San Carlo e l'altra a San Tirso.
Per la festa di San Carlo, dichiarata de intéres turistico regional ogni cinque anni si effettua alla prima domenica di agosto la Subida a San Carlos: si tratta di una romeria che comporta la salita al Picco di San Carlo nel massiccio centrale dei Picos de Europa a 2212 metri di altitudine sulla cui sommità c'è una statua del Sacro Cuore. Finita la scalata si celebra la messa all'aperto e poi comincia la festa laica in un campo ad Andara che termina con la verbena, veglia di canti, musica, balli.
Nell'ultima domenica di ogni anno si celebra la festa di San Tirso con una romeria all'ermita di San Tirso a Ojedo con messa solenne e processione dopo di che inizia la festa laica, il comune distribuisce un aperitivo a base di agnello, si fa una colazione campestre, si accende un falò attorno al quale si salta e si danza, si fanno giochi per i bambini e musica con le cornamuse e i tamburi.